# Кхар, Хина Раббани
Хина Раббани Кхар (урду حنا ربّانی کھر‎, англ. Hina Rabbani Khar; род. 19 ноября 1977, Мултан) — первая женщина в Пакистане, занявшая должность министра иностранных дел государства. Также стала самым молодым политиком на этом посту.

## Биография
Родилась 19 ноября 1977 года в семье влиятельного политика и крупного пенджабского землевладельца Гулама Раббани Кхара. Семья Кхаров происходит из народа сераики. Стала бакалавром наук, с отличием закончив престижный университет в Лахоре (Lahore University of Management Sciences), затем получила степень магистра, с отличием окончив Университет штата Массачусетс в Амхерсте (США). Хина Раббани Кхар работала на должности государственного министра по экономическим вопросам в течение 3 лет и государственным министром по финансам и экономике в течение ещё 2 лет.
Раббани Кхар замужем за Ферозом Гульзаром, они имеют сына и двух дочерей.

## Карьера в политике
С 2002 по 2008 год была депутатом Национальной ассамблеи от округа Музаффаргарх в Пенджабе, в котором ранее избирался её отец. В это время она входила в Пакистанскую мусульманскую лигу — партию авторитарного президента Первеза Мушаррафа. В 2008 году она перешла в оппозиционную к Мушараффу Пакистанскую народную партию.

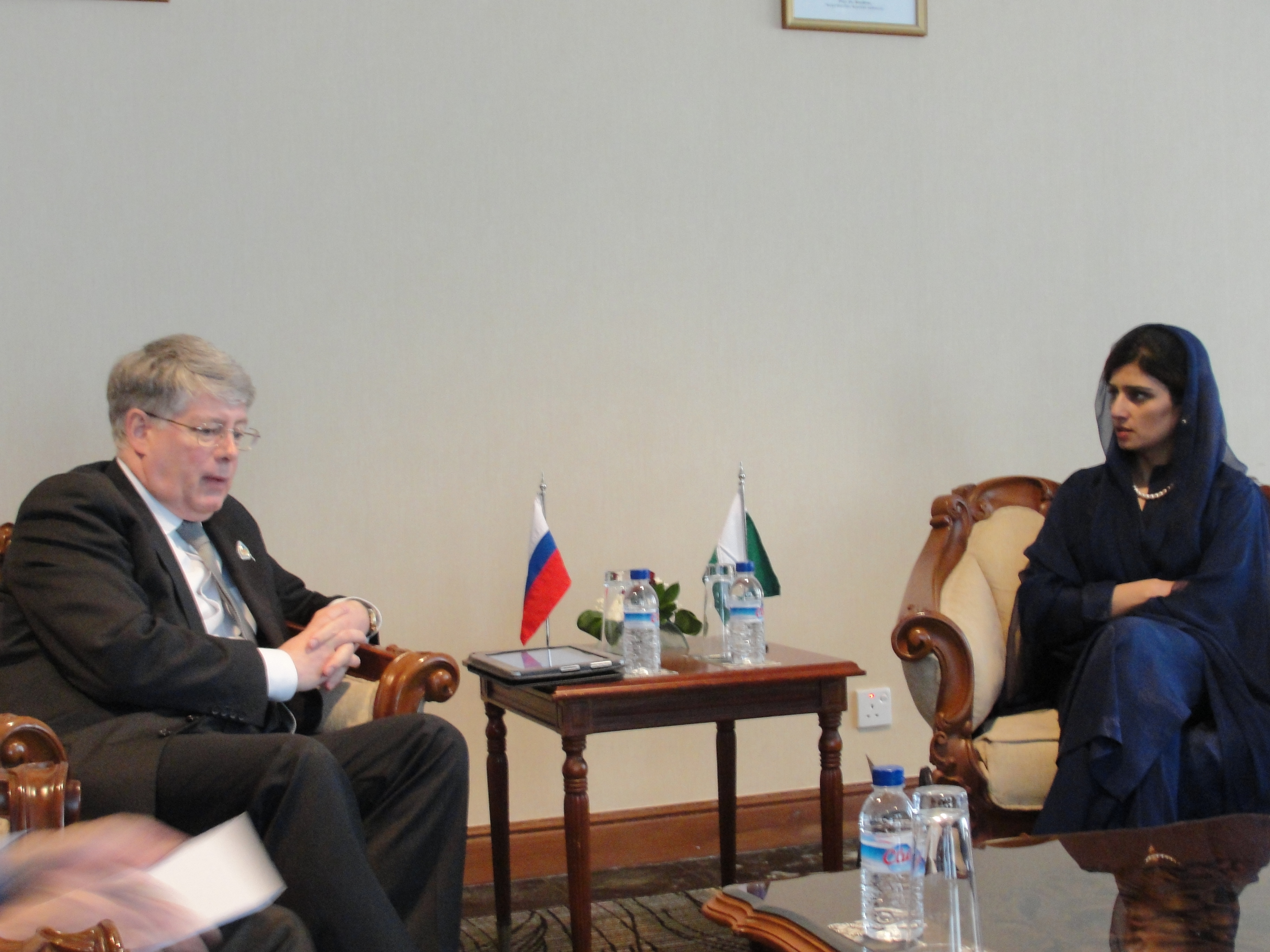
Х. Р. Кхар на встрече с заместителем министра иностранных дел России А. Н. Бородавкиным

С 2003 по 2005 год была парламентским секретарём в отделе экономики.
С 2005 по 2007 год работала государственным министром по экономическим вопросам.
В 2008 году была переизбрана в качестве члена Национальной ассамблеи — на этот раз от ПНП.
С 2008 по 2011 год работала на должности государственного министра по финансовым и экономическим вопросам. 13 июня 2009 года она стала первой женщиной, представившей бюджет Пакистана в Национальной ассамблее.
С 12 февраля по 18 июля 2011 года была государственным министром иностранных дел.
С 19 июля 2011 года — Федеральный министр иностранных дел.
В качестве министра иностранных дел она представляла Пакистан в саммитах ССАГПЗ и ОИК. Вскоре после назначения на пост посетила Индию, где вела переговоры со своим индийским коллегой С. М. Кришной и встретилась с представителями кашмирского сепаратистского движения. В августе 2011 года нанесла визит в Китай, где прошли переговоры с главой МИД КНР Ян Цзечи. В ответ на убийство 24 пакистанских военнослужащих во время атаки НАТО в ноябре 2011 года Хина Раббани Кхар объявила о решении пакистанского правительства и оборонного комитета о запрете для войск НАТО в Афганистане пользоваться пакистанскими путями снабжения.